# 선박세
선박세(Ship money)는 잉글랜드 왕국에서 17세기 중반까지 간헐적으로 부과되었던 중세 시대에 기원한 조세였다. 일반적으로 잉글랜드 해안 지역 주민들에게 부과되었던 이 세금은 잉글랜드 군주가 잉글랜드 의회의 승인 없이 특권으로 부과할 수 있었던 여러 세금 중 하나였다. 엘리자베스 1세 여왕은 해군 비용을 지불하기 위해 이 세금을 징수했다. 찰스 1세가 1634년부터 평화 시에 의회의 승인 없이 선박세를 부과하고 이를 잉글랜드 내륙 지역으로 확대하려 시도한 것은 맹렬한 저항을 불러일으켰고, 잉글랜드 내전으로 이어지는 과정에서 잉글랜드 유산 계급의 불만 사항 중 하나였다.

## 전통적 관행
잉글랜드의 플랜태저넷 왕가는 전시 중에 해안 도시와 지역에 선박을 제공하도록 요구할 권리를 행사했으며, 이 의무는 때때로 금전 납부로 전환되기도 했다.
에드워드 1세와 에드워드 3세의 여러 법령, 특히 그들의 마그나 카르타 재확인으로 국왕이 의회의 동의 없이 세금을 징수하는 것이 불법이 되었지만, 전시 중에 선박세를 징수하는 특권이 완전히 중단된 적은 없었다. 1619년에 제임스 1세는 런던에 40,000파운드(2020년 기준 $8,066,585에 해당)의 선박세와 다른 항구 도시에 8,550파운드를 부과하면서도 대중의 반발을 사지 않았다.

## 반대
1628년 찰스 1세는 초여름에 의회를 폐회하고 권리청원에 동의한 후, 의회 없이 잉글랜드의 모든 주에 선박세를 부과하여 국고에 173,000파운드를 납부하도록 하는 영장을 발행했다. 이것은 선박세 요구가 심각한 반발을 불러일으킨 첫 번째 경우였다. 왜냐하면 청원서에서 다음과 같이 선언했기 때문이다.
[귀하의] 신민들은 의회에서 공동의 동의 없이 부과된 것이 아닌 어떠한 세금, 징수금, 보조금, 또는 다른 유사한 부담금을 납부하도록 강요받지 않을 자유를 물려받았습니다.
찰스의 셰리프에 대한 요구는 과중한 부담을 지고 있는 내륙 지역 주민들에 의해 거부되었다. 워릭셔의 노샘프턴 경과 버크셔의 밴버리 백작은 세금 징수를 돕기를 거부했고, 찰스는 영장을 철회했다.
1634년 찰스는 펠리페 4세와 비밀 조약을 맺어 네덜란드에 맞서는 그를 돕기로 했다. 이를 위한 자금을 마련하기 위해 법무장관인 윌리엄 노이는 선박세를 다시 활용해야 한다고 제안했다. 노이는 그 요구를 뒷받침하는 법률적 지식을 조사하고 런던탑에서 오래된 선박세 기록을 찾아냈다. 홀럼과 같은 일부 역사가들은 노이의 발견을 찰스가 사용하기 전까지 이 세금이 수세기 동안 사용되지 않았다는 증거로 보았다.
국왕은 왕실 기록 보관인인 코번트리와 맨체스터 백작으로부터 영장의 합법성을 확인하는 의견을 얻었고, 이에 따라 1634년 10월에 영장이 발행되어 런던과 다른 항구의 판사들에게 송달되었다. 이 영장은 그들에게 정해진 톤수와 장비를 갖춘 일정 수의 전함을 제공하거나 이에 상응하는 금액을 요구하고, 그들의 재산에 따라 주민들에게 세금을 부과할 권한을 부여했다.

### 세 가지 영장
1634년 영장의 특징은 모든 전례를 깨고 평화 시에 발행되었다는 점이었다. 찰스는 자국이 싫어할 것을 아는 자신의 정책의 진정한 목표를 숨기려 했고, 따라서 해적에 의한 상업에 대한 위험과 유럽의 전반적인 불안정한 상태를 세금 부과의 구실로 삼았다.
런던 시민들은 즉시 자신들의 헌장에 따라 면제를 주장했고, 다른 도시들은 부과 금액에 대해 논쟁했지만, 헌법적 근거에 대한 저항은 없었던 것으로 보이며, 104,000파운드가 징수되었다.
1635년 10월 9일, 두 번째 선박세 영장이 발행되어 1628년 철회된 영장과 마찬가지로 내륙 및 해안 지역의 주와 도시의 셰리프와 판사들에게 송달되었다. 208,000파운드가 요구되었으며, 이는 동산 및 부동산에 대한 평가를 통해 징수되었고, 납부는 압류를 통해 강제되었다.
이 요구는 대중의 불만을 야기했으며, 이제 국왕이 의회 정부를 완전히 없애려는 결정을 내렸다고 보기 시작했다. 찰스는 자문을 받은 12명의 판사 중 10명이 서명한 서면 의견으로 대응했는데, 이는 국가적 위험 시에는 국왕이 유일한 판단자이며, 대봉인 하의 영장을 통해 전국 모든 지역에 선박세를 합법적으로 부과할 수 있다는 내용이었다.
1636년 10월 9일에 세 번째 선박세 영장이 발행되면서, 세금 징수를 왕국의 해안 지역과 전시(또는 임박한 국가적 위험)로 제한했던 고대의 제약이 마침내 사라졌으며, 국왕이 이를 의회 승인 없이 영구적이고 일반적인 형태의 세금으로 전환하려 한다는 것이 분명해졌다. 판사들은 다시 찰스의 요청에 따라 특권에 유리한 의견을 제시했으며, 이 의견은 코번트리 경에 의해 성실청에서, 판사들에 의해 순회 재판소에서 낭독되었다.

### 거부, 그리고 폐지

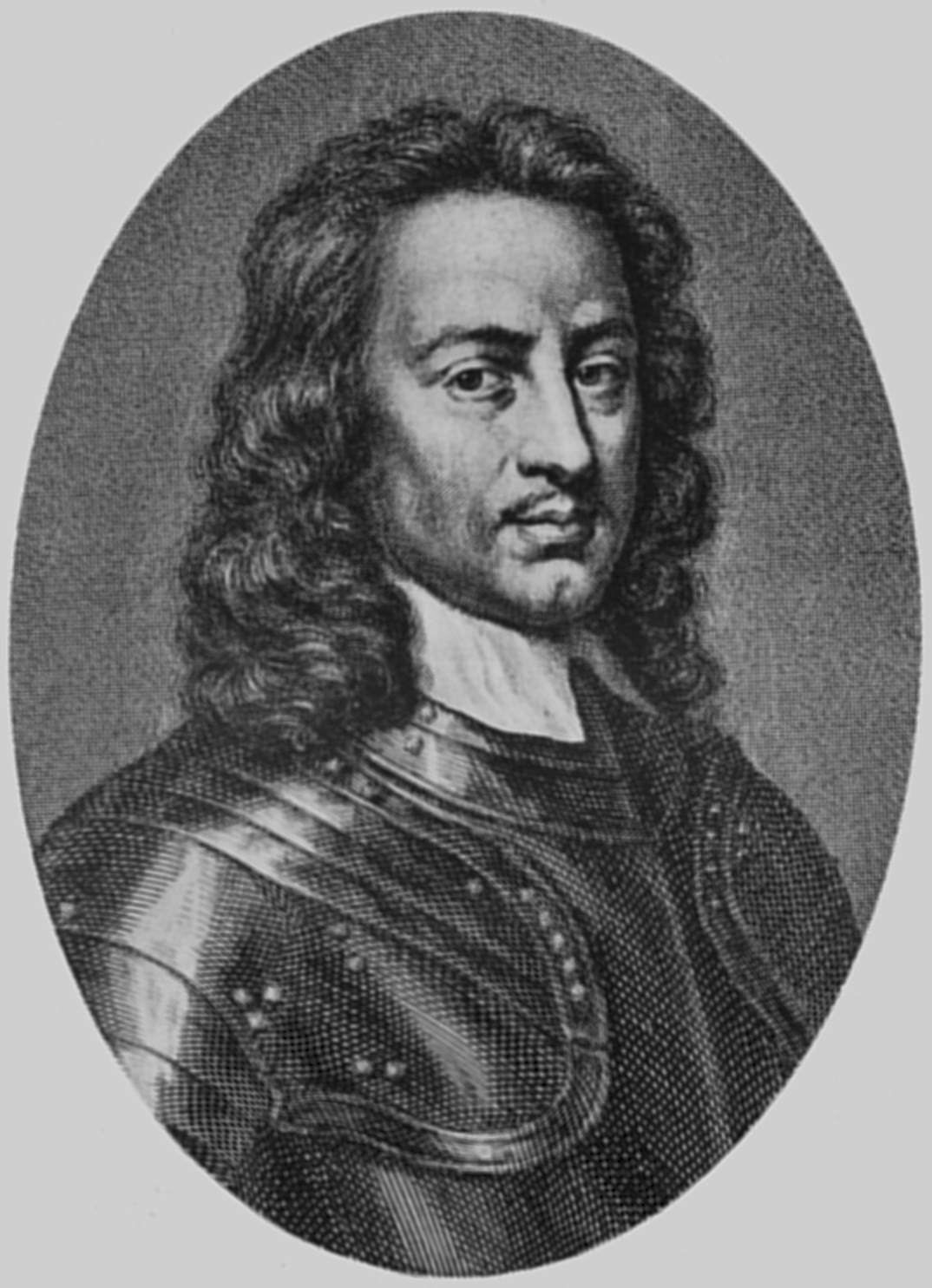
존 함프덴

선박세 덕분에 찰스는 1630년대의 평시 정부 지출을 충당할 수 있었다. 그러나 버킹엄셔주의 부유한 신사 지주인 존 함프덴은 납부를 거부했다. 함프덴에 대한 소송(R v Hampden)은 1637년 대법원 회의실에서 12명 판사 전원이 참석한 가운데 최종 심리되었다. 이는 데넘이 대븐포트에게 의구심을 표명한 후였는데, 대븐포트는 덜 이례적인 사건이었다면 배석했을 네 명의 판사 패널에 대해 신중한 태도를 보였다. 함프덴은 올리버 세인트 존과 로버트 홀본이 변호했다. 법무차관 에드워드 리틀턴 경과 법무장관 존 뱅크스 경이 기소했다. 함프덴의 변호사들은 이 세금이 국왕이 의회를 우회하여 잉글랜드 백성들로부터 돈을 짜내려 하는 것이라고 주장했고, 국왕의 지지자들은 이 세금이 잉글랜드의 방어와 안전을 위해 필요하다고 주장했다. 함프덴은 7대 5로 패소했다.
- 국왕측:
  - 리처드 웨스턴 경
  - 프랜시스 크롤리 경
  - 로버트 버클리 경
  - 조지 버넌 경
  - 토머스 트레버 경
  - 윌리엄 존스 경
  - 존 핀치 경
- 함프덴측:
  - 조지 크룩 경
  - 리처드 허튼 경
  - 존 데넘 경
  - 존 브램프턴 경
  - 험프리 대븐포트 경

## 여파
찰스 측이 재판에서 승리했음에도 불구하고 선박세에 대한 반대는 계속되었다. 1640년 런던 시민 단체가 찰스에게 직접 청원했으며, 그들의 불만 사항 중 가장 큰 것은 이 세금에 대한 것이었다:
청원서는 세금을 비난하며 시작한다: 수출입 상품에 대한 강압적이고 이례적인 부과금과 선박세의 징수 및 부과에도 불구하고, 상선과 상품들이 터키 해적 및 다른 해적들에 의해 약탈되고 파괴되었습니다.
사건의 좁은 판결은 다른 사람들도 세금 납부를 거부하도록 부추겼다. 1639년까지 요구된 금액의 20% 미만이 모금되었다. 주교 전쟁으로 시작된 잉글랜드와 스코틀랜드의 상황이 악화되면서 선박세는 국왕의 군사적 필요를 충당하기에 불충분하다는 것이 입증되었다. 이 세금은 나중에 장기의회가 1640년 선박세법(16 Cha. 1. c. 14)을 통과시키면서 중단되었다. 함프덴은 의회 및 내전 지도자로 활동했으나, 찰그로브 필드 전투에서 일찍 사망했다. 마침내 반세기 후, 명예 혁명의 여파로 1689년 권리장전은 모든 형태의 의회 외 세금 부과를 금지했다.

## 추가 자료
- Gordon, M. D. "The Collection of Ship-money in the Reign of Charles I." Transactions of the Royal Historical Society 4 (1910): 141–162. online
- Keir, D.L. "The Case of the Ship-Money". Law Quarterly Review 52, (1936) p. 546.
- Langelüddecke, Henrik. "'I finde all men & my officers all soe unwilling' The Collection of Ship Money, 1635–1640." Journal of British Studies 46.3 (2007): 509–542. online
- Mendle, Michael. "The Ship Money Case, The Case of Shipmony, and the Development of Henry Parker's Parliamentary Absolutism". The Historical Journal, Vol. 32, No. 3 (Sept. 1989), pp. 513–536.